# GayVN Awards
Les GayVN Awards sont des récompenses cinématographiques dédiées à la pornographie gay. Ils ont été créés par le magazine Adult Video News, éditeur de GayVN Magazine.
Décernés tous les ans à partir de 1998, la dernière cérémonie a eu lieu le 24 septembre 2010 à San Francisco.
Après une inactivité de huit ans, les prix ont fait leur retour depuis 2018, dans la ville de Las Vegas.

## 1998
| Best Actor—Gay Video Vince Rockland, Three Brothers, New Age Pictures Best All-Sex Gay Video Link 2 Link, All Worlds Video Best Art Direction—Gay Video Thunderballs, Fox Studios Best Bisexual Video Curious?, Vivid Raw Best Box Cover Concept—Gay Video Time Cops, Centaur Films Best Director—tie Kristen Bjorn, Man Watcher, Sarava Productions Gino Colbert and Sam Slam, Three Brothers, New Age Pictures Best Director—Bisexual Video Anthony Rose, Curious?, Vivid Raw Best Editing—Gay Video Fallen Angel 2, Tab Lloyd, Titan Media Best Ethnic-Themed Gay Video Hot Times in Little Havana, Kristen Bjorn Video Best Foreign Release—Gay Video Impromptus, All Worlds Video Best Gay Alternative Release Arousal, Titan Media Best Gay Solo Video Alex and His Buddies, Marcostudio Best Gay Specialty Release Fetish Sex Fights 1 & 2, Can-Am Productions Best Gay Video Man Watcher, Kristen Bjorn Video Best Gay/Bi Amateur Tape Blade's Real World, Video 10 Best Group Sex Scene—Gay Video Ryker's Revenge, Zachary Scott, Brett Ford, Tony Donovan, Chad Donovan; Men of Odyssey Best Leather Video Fallen Angel 2, Titan Media |  | Best Makeup Artist Mr. Ed Best Music—Gay or Bi Video Thunderballs, Bronski Beat, Thor Productions Best Newcomer—Gay Video Joey Hart Best Non-Sex Performance—Gay/Bi Video Lana Luster, Thunderballs, Fox Studios Best Overall Marketing Campaign—Gay Video Ryker's Revenge, Men of Odyssey Best Packaging—Gay Video Billy 2000, Studio 2000 Best Renting Tape of the Year—Gay Video Man Watcher, Kristen Bjorn Best Screenplay—GayVideo Gino Colbert and Sam Slam, Three Brothers, New Age Pictures Best Selling Tape of the Year—Gay Video An American in Prague, BelAmi Best Sex Comedy—GayVideo Thunderballs, Fox Studios Best Sex Scene—GayVideo California Kings, Mike Branson and Tom Chase, Falcon Studios Best Still Photographer Greg Lenzman Best Supporting Actor—GayVideo Cole Tucker, Catalinaville, Catalina Video Best Videography—GayVideo Man Watcher, Kristen Bjorn Video Gay Performer of the Year Cole Tucker The Safe Sex Award—GayVideo Red, Hot & Safe, No Egos Productions |

## 1999
À compter de l'an 2000, les GayVN Awards récompensent les performances de l'année précédente. De ce fait, les prix reconnaissant les performances de 1999 sont décernés à la cérémonie ayant lieu en 2000 ; il n'y a donc pas de cérémonie en 1999.

## 2000
| Best Actor Blake Harper, Animus, All Worlds Video Best All-Sex Video Absolute: Arid, Falcon Studios Best Alternative Video The O Boys: Parties, Porn & Politics, O Boys Productions Best Amateur Video New Meat 11, Allan Alan Pictures Best Art Direction Sodom, Vivid Man Best Bisexual Video Mass Appeal, Men of Odyssey Best Director—Bisexual Director Michael Zen, Mass Appeal, Men of Odyssey Best Director Jerry Douglas, Dream Team, Studio 2000 Best Editing The Final Link, Andrew Rosen, All Worlds Video Best Ethnic-Themed Video Latin Knockout, Brush Creek Media Best Foreign Release Lucky Lukas, BelAmi Best Gay Video Dream Team, Studio 2000 Best Group Scene—tie Betrayed, Thom Barron, Sebastian Gronoff, Carlos Morales, Kevin Miles, Kevin Williams, Falcon Studios Thick As Thieves, Opening Orgy, Sarava Productions Best Leather Video The Final Link, All Worlds Video Best Music Wet Dreams, François Girard, Sarava Productions Best Newcomer Spike Best Non-Sex Performance Preston Richie, Dream Team, Studio 2000 Best Oral Scene Ass Lick Alley, Jason Branch, Blake Harper, Bruce Hill, All Worlds Video Best Overall Marketing Campaign Mass Appeal, Men of Odyssey |  | Best Packaging Technical Ecstasy, Men of Odyssey Best Screenplay Dream Team, Jerry Douglas, Studio 2000 Best Sex Comedy Moan, Vivid Man Best Sex Scene Technical Ecstasy, Sam Crockett and Chad Kennedy, Men of Odyssey Best Solo Performance Joe Landon, Joe's Big Adventure, Jaguar Productions Best Solo Video Man Trade Solos, Sports & Recreation Video Best Specialty Release Hellrazer 3, Talos Entertainment Best Supporting Actor Thomas Lloyd, Animus, All Worlds Video Best Threesome Animus, Tanner Hayes, Zach Richards, Jack Simmons, All Worlds Video Best Videography Absolute: Aqua, Todd Montgomery, Falcon Studios Best Make-up Artist Mistress Mona Best Still Photographer Mick Hicks Best Renting Tape of the Year 101 Men 3 & 4, Bel Ami Gay Performer of the Year Spike Special Achievement Award for AIDS Causes Cole Tucker The Lifetime Achievement Award Scott Masters Hall of Fame Daddy Zeus George Duroy Johan Paulik Lukas Ridgeston |

## 2001
| Best Actor Tony Donovan, Echoes, Men of Odyssey Best All-Sex Video Heat, Titan Media Best Alternative Video Making it with Kristen Bjorn, Sarava Productions Best Amateur Video First Time Tryers 18, All Worlds Video Best Art Direction The Servant, Stable Entertainment Best Bisexual Video Goosed Again!, Stable Entertainment Best Director—tie Chi Chi LaRue, Echoes, Men of Odyssey John Rutherford, Out of Athens, Falcon Studios Best Director—Bisexual Director Anthony Rose, Goosed Again!, Stable Entertainment Best Editing Top Secret, Andrew Rosen, Men of Odyssey Best Ethnic-Themed Video Caesar's Hardhat Gang Bang, Men of Odyssey Best Foreign Video Italian Style, Sarava Productions Best Gay Video Echoes, Men of Odyssey Best Group Scene Seth Adkins, Hans Ebson, Cameron Fox, Jeremy Jordan, Billy Kincaid, Tristan Paris, Emilo Santos, Jeremy Tucker, Nick Young, Out of Athens, Falcon Studios Best Leather Video Bad Behavior, Falcon Studios Best Make-up Artist Mistress Mona Best Music Echoes, Sharon Kane, Men of Odyssey Best Newcomer Caesar Best Non-Sex Performance Sharon Kane, Echoes, Men of Odyssey Best Oral Scene Thom Barron and Tuck Johnson, Don't Ask, Don't Tell, MSR Videos |  | Best Overall Marketing Campaign Top Secret, Men of Odyssey Best Packaging Jacked to Vegas, Rascal Video Best Renting Tape of the Year Wet Dreams 1 & 2, Sarava Productions Best Screenplay Now and Forever, Derek Kent, Studio 2000 Best Sex Comedy Devil is a Bottom, All Worlds Video Best Sex Scene Colby Taylor and Travis Wade, The Crush, Falcon Studios Best Solo Performance Michael Lucas, Fire Island Cruising, Lucas Entertainment Best Solo Video 101 Men 6, BelAmi Best Specialty Release Hand Over Fist, Club Inferno/Hot House Entertainment Best Still Photographer Greg Lenzman Best Supporting Actor Travis Wade, The Crush, Falcon Studios Best Threesome Adam Bristol, Joe Landon, Dave Parker, A Young Man's World, Delta Productions Best Videography Out of Athens, Todd Montgomery, Falcon Studios Gay Performer of the Year Blake Harper Hall of Fame Jean-Daniel Cadinot Joe Gage Zak Spears Kevin Williams Performer Special Achievement Award for AIDS Causes B.J. Slater Special Achievement Award Stan Loeb |

## 2002
| Best Actor—tie Tony Donovan, Carnal Intentions, Men of Odyssey Zak Spears, The Joint, Men of Odyssey Best All-Sex Video Sea Men: Fallen Angel 4, Titan Media Best Alternative Release The House of Morecock, 10% Productions/Adult Visual Animation Best Amateur Video Personal Trainers 2, BelAmi Best Art Direction Sea Men: Fallen Angel 4, Titan Media Best Bisexual Video Goosed for 3!: A Bisexual Love Affair, Stable Entertainment Best Classic Gay DVD The Other Side of Aspen 1, Falcon Studios Best Director Wash West, Seven Deadly Sins: Gluttony, All Worlds Video Best Director—Bisexual Video Chi Chi LaRue, Mile Bi Club, All Worlds Video Best Editing Seven Deadly Sins: Gluttony, All Worlds Video Best Ethnic-Themed Video Top to Bottom, Lucas Entertainment Best Foreign release Moscow: The Power of Submission, Sarava Productions Best Gay DVD Sea Men: Fallen Angel 4: Hardcore Collector's Edition, Titan Media Best Gay DVD Extras Sea Men: Fallen Angel 4: Hardcore Collector's Edition, Titan Media Best Gay Video Seven Deadly Sins: Gluttony, All Worlds Video Best Group Scene The Other Side of Aspen 5, Living Room Orgy, Falcon Studios Best Leather Video Shock, Falcon Studios Best Music—Gay or Bi The Back Row, Rascal Video Best Newcomer Matthew Rush Best Non-sex Performance—Gay or Bi Sharon Kane, Cracked, Catalina Video |  | Best Oral Scene The Joint, Shower Scene, Men of Odyssey Best Overall Marketing Campaign The Back Row, Rascal Video Best Packaging The Back Row, 1972 & 2001, Rascal Video Best Screenplay Seven Deadly Sins: Gluttony, All Worlds Video Best sex Comedy A Dream Come True, Rad Video Best Sex Scene Sea Men: Fallen Angel 4, Adriano Marquez and Dred Scott, Titan Media Best Solo Performance Tuck Johnson, Goosed for 3!: A Bisexual Love Affair, Stable Entertainment Best Solo Video Alone with ... 1, Falcon Studios Best Specialty release Slap Happy, Global Warming Video Best Supporting Actor Kevin Kramer, Going Down & Cumming Out in Beverly Hills, GreatDane Productions Best Threesome Vengeance, Chad Hunt, Erik Martins, Carlos Morales, Lucas Entertainment Best Videography Seven Deadly Sins: Gluttony, All Worlds Video Gay Performer of the Year Michael Brandon Hall of Fame Inductees Jim Bentley Josh Elliot Chad Johnson John Rutherford Ken Ryker Steven Scarborough Jim Steel Performer Special Achievement Award for AIDS Causes Shawn Islander Best Renting Tape of the Year Coverboys, Bel Ami |

## 2003
| Best Actor—tie Caesar, Cowboy, Big Blue Productions Josh Weston, Deep South: The Big and the Easy, Falcon Studios Best All-Sex Video Dreamers, Sarava Productions Best Alternative Release The Fluffer, TLA Releasing Best Amateur Video Hand Picked 2, Rascal Video/Channel 1 Releasing Best Art Direction White Trash, MSR Videos Best Bisexual Video Mass Appeal 2, Men of Odyssey Best Classic Gay DVD The Wakefield Poole Collection, Mercury Releasing/TLA Releasing Best Director Chi Chi LaRue and John Rutherford, Deep South: The Big and the Easy, Falcon Studios Best Director—Bisexual Video Jim Steel, Mass Appeal 2, Men of Odyssey Best Editing Joe Anjou, White Trash, MSR Videos Best Ethnic-Themed Video Zoot Suit, All Worlds Video Best Foreign Release Spanish Uprising, Studio 2000 International Best Gay DVD Absolute: Aqua/Arid, Falcon Studios Best Gay DVD Extras The Back Row, Rascal Video/Channel 1 Releasing Best Gay Video Deep South: The Big and the Easy, Falcon Studios Best Group Scene Deep South: The Big and the Easy, Derek Cameron, Sebastian Cole, Chad Hunt, Jeremy Jordan, Clay Maverick, Jason Tyler, Adam Wolfe, Falcon Studios Best Leather Video Prowl 3, MSR Videos Best Music Gian Franco, White Trash, MSR Videos Best Newcomer Bret Wolfe Best Non-Sex Performance—Gay or Bi Rowdy Carson, White Trash, MSR Videos |  | Best Oral Scene Oral Exams, Chris Bolt, Danny Chance, Brett Collins, Hans Ebson, Rob Kirk, Antonio Majors, Marco Paris, Victor Rios, Ray Stone, Matt Summers, Damon West, Rascal Video/Channel 1 Releasing Best Overall Marketing Campaign White Trash, MSR Videos Best Packaging White Trash, MSR Videos Best Renting Tape of the Year Finish Me Off, Rascal Video/Channel 1 Releasing Best Screenplay Rick Tugger, White Trash, MSR Videos Best Sex Comedy White Trash, MSR Videos Best Sex Scene Cops Gone Bad!, Michael Soldier and Chris Steele, Raging Stallion Studios Best Solo Performance Sean Storm, Open Trench 2: Fuck Fantasies, Sports & Recreation Video Best Facial Recipient Kim Jheeso Best Solo Video Alone With... 3, Falcon Studios Best Specialty Release Oral Exams, Rascal Video/Channel 1 Releasing Best Specialty Release, 18-to-23 Video The Scout Club, Studio 2000 Best Supporting Actor Rod Barry, White Trash, MSR Videos Best Threesome Deep South: The Big and the Easy, Jeremy Jordan, Jack Ryan, Josh Weston, Falcon Studios Best Videography Todd Montgomery and Max Phillips, Deep South: The Big and the Easy, Falcon Studios Gay Performer of the Year—tie Michael Brandon Colton Ford GayVN Hall of Fame Inductees Bruce Cam Chip Daniels Wakefield Poole Toby Ross J.D. Slater |

## 2004
| Best Actor Michael Soldier, A Porn Star Is Born, Raging Stallion Studios Best All-Sex Video—tie Bone Island, Sarava Productions Gorge, Titan Media Best Alternative Video The Agony of Ecstasy, Sarava Productions Best Amateur Video Mykonos: LKP Casting 3, Lucas Kazan Productions Best Art Direction Carny, Titan Media Best Bisexual Video Bisexual Houseguest, Over There/Male Media One Best Classic DVD The Other Side of Aspen 2, Falcon Studios Best Director Wash West, The Hole, Jet Set Productions Best Director—Bisexual Dirk Yates, Dirk Yates Private Collection 208, All Worlds Video Best DVD Just For Fun, BelAmi Best DVD Extras Carny, Titan Media Best Editing 'Andrew Rosen, The Hole, Jet Set Productions Best Ethnic-Themed Video Sins of the Father, All Worlds Video Best Foreign Release Legionnaires, Oh Man! International Best Group Scene Detention, Johnny Hazzard, Matt Summers, Logan Reed, Chad Hunt, Matt Majors, Andy Hunter, Mike Johnson, Rascal Video /Channel 1 Releasing Best Leather Video Skuff 2, Hot House Entertainment Best Music Gian Franco, There Goes the Neighborhood, All Worlds Video Best Newcomer Jason Ridge Best Non-Sex Performance Rowdy Carson, There Goes the Neighborhood, All Worlds Video |  | Best Oral Scene Brad Patton, Lane Fuller, Drenched 1, Falcon Studios Best Overall Marketing Campaign The Hole, Jet Set Productions Best Packaging Carny, Titan Media Performer of the Year Joe Foster Best Renting Tape Reload, COLT Studio Best Screenplay Rick Tugger, There Goes the Neighborhood, All Worlds Video Best Sex Comedy There Goes the Neighborhood, All Worlds Video Best Sex Scene Tag Adams, Chad Hunt, Detention, Rascal Video/Channel 1 Releasing Best Solo Performance Tag Eriksson, The Hole, Jet Set Productions Best Solo Video Boywatch 4, Bel Ami Best Specialty Release Mo' Bubble Butt, Hot House Entertainment Best Specialty Release—18-23 American Way 3: Love, Rad Video Best Supporting Actor Dylan Vox, There Goes the Neighborhood, All Worlds Video Best Threesome Michael Vincenzo, Peter Raeg, Shane Rollins—GayDreams, Raging Stallion Studios Best Video The Hole, Jet Set Productions Best Videography Bruce Cam, Gorge, Titan Media Hall of Fame Tom Chase Barry Knight Todd Montgomery Russell Moore Kurt Young |

## 2005
| Best Actor Dean Phoenix, BuckleRoos 1-2, Buckshot Productions Best Actor—Foreign Release Tim Hamilton, Greek Holiday 1-2, BelAmi Best All-Sex Video Bolt, Rascal Video Best Alternative Release Tom Bianchi: On the Couch 1-2, Mercury Releasing Best Amateur Video ThunderBobby 1, ThunderBobby Productions Best Art Direction Horse: Fallen Angel 5, Titan Media Best Bisexual Video Semper Bi, All Worlds Video Best Classic DVD—tie Sex Bazaar, YMAC Spokes, Falcon Studios Best Director John Rutherford and Jerry Douglas, BuckleRoos 1-2, Buckshot Productions Best Director—Bisexual Video Dirk Yates, Semper Bi, All Worlds Video Best DVD Extras Horse: Fallen Angel 5, Titan Media Best DVD Special Edition Bolt, Rascal Video Best Editing Andrew Rosen, BuckleRoos 1-2, Buckshot Productions Best Ethnic-Themed Video Revolucion Sexual, All Worlds Video Best Foreign Release Greek Holiday 1-2, Bel Ami Best Group Scene Bolt, Final Orgy, Johnny Hazzard, Rod Barry, Theo Blake, Alex LeMonde, Kyle Lewis, Dillon Press, Troy Punk, Shane Rollins, Rob Romoni, Anthony Shaw, Sebastian Tauza, Rascal Video Best Leather Video Horse: Fallen Angel 5, Titan Media Best Marketing Campaign BuckleRoos 1-2, Buckshot Productions Best Music Nicholas Pavkovic, "Rock Hard", BuckleRoos 1-2, Buckshot Productions Best Newcomer Eddie Stone |  | Best Non-Sex Performance Zak Spears, BuckleRoos 1-2, Buckshot Productions Best Oral Scene Wall of Penises—Hard Sex, Raging Stallion Studios Best Packaging Horse: Fallen Angel 5, Titan Media Performer of the Year Tag Adams Best PRO/AM Release Michael Lucas' Auditions 1, Lucas Entertainment Best Screenplay Jack Shamama and Michael Stabile, Wet Palms 1-3, Jet Set Productions Best Sex Comedy Wet Palms 1-3, Jet Set Productions Best Sex Scene Dean Phoenix, Marcus Iron, BuckleRoos 2, Buckshot Productions Best Solo Performance Arpad Miklos, Ricky Martinez, BuckleRoos 1, Buckshot Productions Best Solo Video Str8 Shots, Rascal Video Best Specialty Release—tie Double Delights, Pacific Sun Entertainment Whiplash, Dragon Media Best Specialty Release—18–23 Aqua Club, Pacific Sun Entertainment Best Specialty Release—Bears From Bear to Bare, All Worlds Video Best Supporting Actor Dylan Vox, Freak: Jet Set Direct, Take 1, Jet Set Productions Best Threesome Sammy Case, Marcus Iron, Timmy Thomas, BuckleRoos 2, Buckshot Productions Best Videography Todd Montgomery, BuckleRoos 1-2, Buckshot Productions Best Picture BuckleRoos 1-2, Buckshot Production 2005 GAYVN Hall of Fame Inductees Blue Blake Brian Brennan Tom De Simone Chad Donovan Jim French Andrew Rosen |

## 2006
| Best Actor Johnny Hazzard, Wrong Side of the Tracks Part One and Part Two, Rascal Video Best Actor—Foreign Release Lukas Ridgeston, Lukas in Love, BelAmi Best All-Sex Video Heaven to Hell, Falcon Studios Best Alternative Release Sex/Life in L.A. 2: Cycles of Porn,TLA Releasing Best Amateur Video Straight College Men 23, StraightCollegeMen.com Best Art Direction Heaven to Hell, Falcon Studios Best Bisexual Video Bi Bi American Pie 4, Macho Man Video Best Classic DVD That Boy, Gorilla Factory Best Director Chi Chi LaRue, Wrong Side of the Tracks Part One and Part Two, Rascal Video Best DVD Extras/Special Edition Dangerous Liaisons, Lucas Entertainment Best Editing CH, Wrong Side of the Tracks Part One and Part Two, Rascal Video Best Ethnic-Themed Video Lights & Darks, Electro Video Best Ethnic-Themed Video—Latin Passport to Paradise, Raging Stallion Studios Best Foreign Release Lukas in Love, Bel Ami Best Group Scene Huessein, Joey Russo, Sarib, JC, Colin West, Arabesque, Raging Stallion Studios Best Leather Video The Missing, Hot House Entertainment Best Marketing Campaign LeatherBound, Buckshot Productions Best Music J.D. Slater, Arabesque, Raging Stallion Studios Best Newcomer Roman Heart Best Non-Sex Performance Joe Gage, Beyond Perfect, Buckshot Productions Best Oral Scene Tag Adams, Jacob Slader, Jason Crew, Jagger, Bang Bang, Falcon Studios |  | Best Packaging Gale Force: Men's Room 2, Titan Media Best Pro/Am Release Michael Lucas' Auditions 4, Lucas Entertainment Best Renting Title of 2005 Lukas in Love, Bel Ami Best Screenplay Tony DiMarco, Dangerous Liaisons, Lucas Entertainment Best Sex Comedy Wet Dreamz of Genie, Liquid Dreamz Best Sex Scene, Duo Johnny Hazzard, Tyler Riggz, Wrong Side of the Tracks Part One, Rascal Video Best Solo Performance Johnny Hazzard, Wrong Side of the Tracks Part One, Rascal Video Best Solo Video Minuteman 23, COLT Studio Best Specialty Release Face Fuckers, Evil Angel Best Specialty Release—Extreme Mutiny, Dark Alley Media Best Specialty Release—18-23 Twink Juice, Helix Studios Best Specialty Release—Bears Muscle Bear Motel, Butch Bear Best Supporting Actor Kent Larson, Dangerous Liaisons, Lucas Entertainment Best Threesome Cobalt, Stretch, Spencer Quest, Cirque Noir, Titan Media Best Videography Hue Wilde, Wrong Side of the Tracks Part One and Part Two, Rascal Video Performer of the Year Tom Judson Best Picture—tie Michael Lucas' Dangerous Liaisons, Lucas Entertainment Wrong Side of the Tracks Part One and Part Two, Rascal Video The Lifetime Achievement Award Rick Ford Outstanding Achievement Award TLA Releasing 2006 GAYVN Hall of Fame Inductees Jake Andrews Michael Brandon Randy Cochran Brian Mills |

## 2007
| Best Actor Michael Lucas, Michael Lucas' La Dolce Vita, Lucas Entertainment Best Actor—Foreign Release Jean Franko, The School for Lovers, Lucas Kazan Productions Best All-Sex Video Black-n-Blue, Hot House Entertainment Best Alternative Release Gay Sex in the '70s, Wolfe Video Best Amateur Video Rear Gunners 2, Active Duty Best Art Direction Michael Lucas' La Dolce Vita, Lucas Entertainment Best Bisexual Video Bi Back Mountain, All Worlds Video Best Classic DVD Nights in Black Leather, Gorilla Factory Best Director Michael Lucas & Tony Dimarco, Michael Lucas' La Dolce Vita, Lucas Entertainment Best DVD Extras/Special Edition Michael Lucas' La Dolce Vita, Lucas Entertainment Best Editing Frank Tyler, Michael Lucas' La Dolce Vita, Lucas Entertainment Best Ethnic-Themed Video The Show 1-2 Dark Alley Media/Pitbull Productions Best Ethnic-Themed Video—Latin Manhattan Raging Stallion Studios Best Foreign Release The School for Lovers Lucas Kazan Productions Best Group Scene Spokes 3, Falcon Studios — Orgy Best Leather Video Black-n-Blue Hot House Entertainment Best Marketing Campaign Michael Lucas' La Dolce Vita, Lucas Entertainment Best Music Nekked, Michael Lucas' La Dolce Vita, Lucas Entertainment Best Newcomer Matt Cole Best Non-Sex Performance—tie Paul Barresi, The Velvet Mafia 1-2, Falcon Studios Savanna Samson, Michael Lucas' La Dolce Vita, Lucas Entertainment Best Oral Scene Ty Hudson, Shane Rollins, Justice Hot House Entertainment |  | Best Packaging Michael Lucas' La Dolce Vita, Lucas Entertainment Best Pro/Am Release Lebanon Collin O'Neal/Raging Stallion Studios Best Renting Title of 2006 Delinquents All Worlds Video Best Screenplay Tony DiMarco, Michael Lucas' La Dolce Vita, Lucas Entertainment Best Sex Comedy Going Under Jet Set Productions Best Sex Scene, Duo Brad Patton, Brian Hansen, Manly Heat: Quenched Buckshot Productions Best Solo Performance Kent North, At Your Service, Hot House Entertainment Best Solo Video Minute Man 28, COLT Studio Best Specialty Release X Fights UK XXX, BG East Best Specialty Release—18-23 Out in Africa 2, BelAmi Best Specialty Release—Bears Rough & Ready, Pantheon Best Specialty Release—Extreme Folsom Filth, Titan Media Best Supporting Actor Spencer Quest, Michael Lucas' La Dolce Vita, Lucas Entertainment Best Threesome Jason Ridge, Michael Lucas, Derrick Hanson, Michael Lucas' La Dolce Vita, Lucas Entertainment Best Videography Tony DiMarco, Michael Lucas' La Dolce Vita, Lucas Entertainment Performer of the Year François Sagat Best Picture Michael Lucas' La Dolce Vita, Lucas Entertainment The Lifetime Achievement Award Steven Toushin 2007 GAYVN Hall of Fame Inductees Peter Berlin Ray Dragon Chase Hunter Kathryn Reed Chris Ward |

## 2008
| Best Actor Jake Deckard, GRUNTS, Raging Stallion Best Actor - Foreign Release Jean Franko, The Men I Wanted, Lucas Kazan Productions Best All-Sex Video Link: The Evolution, All Worlds Video Best Alternative Release Naked Boys Singing, TLA Releasing Best Amateur Video Edge Series 1, Chaos Men Best Art Direction Link: The Evolution, All Worlds Video Best Bisexual Release Bi Accident, Devil's Film) Best Boxcover Concept Passio, Dark Alley Media Best Classic Gay DVD Falcon 35th Anniversary Box Set, Falcon Studios Best Director Chris Ward Best DVD Extras/Special Edition GRUNTS, Raging Stallion Best Editing Chris Ward/Ben Leon, GRUNTS, Raging Stallion Best Ethnic-Themed Video Tiger's Eiffel Tower: Paris Is Mine!, Pitbull Productions Best Ethnic-Themed Video (Latin) Amazonia: Capture and Release, Athletic Model Guild/AMG Brasil Best Foreign Release Knockout, Falcon Studios Best Group Scene Steve Cruz, Johnny Hazzard, Joe Strong, Matt Majors, :Brendan Davies, Link: The Evolution, All Worlds Video Best Leather Video Folsom Leather, Titan Media Best Makeup Artist Seth Stone, On Fire!, Jet Set Men Best Music Red Shag, Link: The Evolution, All Worlds Video Best Newcomer Blake Riley Best Non-Sexual Performance Joe Shepard, The Intern, Lucas Entertainment Best Overall Marketing Campaign Link: The Evolution, All Worlds Video Best Oral Scene Joey Amis takes on the cast of Mating Season, BelAmi |  | Best Packaging Link: The Evolution, All Worlds Video Best Picture GRUNTS, Raging Stallion Best Pro/Am Release Edinburgh, Collin O'Neal's World of Men Best Renting Title of 2007 The Intern, Lucas Entertainment Best Screenplay Jerry Douglas, Brotherhood, Buckshot Productions Best Sex Comedy The Intern, Lucas Entertainment Best Sex Scene - Duo Ricky Sinz and Roman Ragazzi, GRUNTS, Raging Stallion Best Solo Performance Ricky Sinz, GRUNTS, Raging Stallion Best Solo Video Minute Man Solo #29: Built, COLT Studio Best Specialty Release Executive Pleasures 1, MenAtPlay Best Specialty Release (18-23) Rebel, BelAmi Best Specialty Release (Bear) When Bears Attack, Rascal Video Best Specialty Release (Extreme) Fear, Titan Media Best Still Photographer Kent Taylor/Geof Teague, GRUNTS, Raging Stallion Best Supporting Actor - Tie Christian Cruz, The Intern, Lucas Entertainment Ricky Sinz, GRUNTS, Raging Stallion Best Threesome Jesse Santana, Nickolay Petrov, Jason White, Just Add Water, Jet Set Men Best Videography Brian Mills and Paul Wilde, FEAR, Titan Media Performer of the Year Jake Deckard Special Achievement Award Tim Valenti, NakedSword.com Hall of Fame Inductees Paul Barresi Rod Barry Terry LeGrand Greg Lenzman Lucas Kazan David McCabe Tiger Tyson |

## 2009
- Best Picture : To the Last Man
- Best Director : Chris Ward, Ben Leon et Tony DiMarco
- Performer of the Year : Logan McCree
- Best Actor : Ricky Sinz
- Best Actor - Foreign Release: Ralph Woods
- Best Bottom : Brent Corrigan
- Best Fetish Performer : Tober Brandt
- Best All-Sex Film : Breakers (Titan Media)
- Best Bisexual Film : Shifting Gears: A Bisexual Transmission (All Worlds Video)
- Best Foreign Release : Italians and Other Strangers (Lucas Kazan)
- Best Non-Sex Performance : Lady Bunny - Brothers' Reunion (Lucas Entertainment)
- Hall of Fame : Michael Lucas, Chris Steele, Dean Phoenix, TJ Paris, Jack Simmons, Phil St. John, Dink Flamingo

## 2010[1]
- Best Actor : Logan McCree - The Visitor (Raging Stallion)
- Best All-Sex Video : Tropical Adventure (Sarava Productions/Kristen Bjorn)
- Best Director : Chris Ward, Ben Leon et Tony DiMarco - Focus/ReFocus (Raging Stallion)
- Best Feature Release : Focus/ReFocus (Raging Stallion)
- Best Marketing - Company Image : Bel Ami Entertainment
- Performer of the Year : Wilfried Knight
- Website of the Year : RandyBlue.com
- Hall of Fame : Bill Marlowe, Mike Donner, Ryan Block, Mickey Skee, Matthew Rush

## 2018[2]
- Best Actor : Brent Corrigan - Ultra Fan (NakedSword/Falcon)
- Best All-Sex Movie : Kiss and Tel Aviv (NakedSword/Falcon)
- Best Director – Feature : Chi Chi LaRue - Earthbound: Heaven to Hell 2 (Falcon Studios)
- Best Director – Non-Feature : mr. Pam - Kiss and Tel Aviv (NakedSword/Falcon)
- Best Feature : One Erection: The Un-Making of a Boy Band (CockyBoys)
- Best Marketing – Company Image : Men.com
- Performer of the Year : Sean Zevran
- Fan Awards – Favorite Membership Site : HelixStudios.com

## 2019[3]
- Hall of Fame : Keith Miller, fondateur de Helix Studios
- Best Actor : Wesley Woods (Zack & Jack Make a Porno, Falcon Studios) et Diego Sans (Pirates: A Gay XXX Parody, Men.com/Pulse) (ex aequo)
- Best All-Sex Movie : Summer Break 2 (BelAmi/Pulse)
- Best Director – Feature : Jake Jaxson - All Saints: Chapter 1 (CockyBoys)
- Best Director – Non-Feature : Tony DiMarco & Chi Chi LaRue - Love & Lust in New Orleans (Falcon Studios)
- Best Feature : All Saints: Chapter 1 (CockyBoys)
- Best Marketing – Company Image : CockyBoys
- Performer of the Year : Wesley Woods

## 2020[4]
- Hall of Fame : Tim Valenti, PDG de NakedSword/Falcon Studios
- Best Actor : DeAngelo Jackson - Blended Family (Icon Male/Mile High)
- Best All-Sex Movie : Love and Lust in Montreal (Falcon Studios)
- Best Bi Sex Scene : Natalie Mars, Ella Nova, Ricky Larkin & Wesley Woods - Free for All (WhyNotBi.com)
- Best Director – Feature : Jake Jaxson & RJ Sebastian - Le Garçon Scandaleux (CockyBoys/PinkTV)
- Best Director – Non-Feature : Steve Cruz - Outta the Park! (Raging Stallion/Falcon)
- Best Duo Sex Scene : Ashton Summers & Pheonix Fellington - Fellington's Flip Fuck (HelixStudios.com)
- Best Feature : Vegas Nights (HelixStudios.com)
- Performer of the Year : Cade Maddox
- Fan Awards – Favorite Dom : Austin Wolf
- Fan Awards – Favorite Daddy : Rocco Steele

## 2021[5]
- Hall of Fame : mr. Pam
- Best Actor : Angel Rivera - A Murdered Heart (NakedSword)
- Best All-Sex Movie : Summer Loves (BelAmi)
- Best Bi Sex Scene : Dante Colle, Kaleb Stryker & Maya Bijou - The Elevator Goes Both Ways (WhyNotBi.com)
- Best Director – Feature : Jake Jaxson & RJ Sebastian - Hollywood and Vine (CockyBoys)
- Best Director – Non-Feature : Steve Cruz - Cake Shop (Raging Stallion)
- Best Feature : A Murdered Heart (NakedSword)
- Performer of the Year : DeAngelo Jackson
- Fan Awards – Favorite Body : Alex Mecum

## 2022[6]
- Best Actor : Carlo Zagaria (he Last Course, Disruptive Films) et Zayd Errosafi (Return to Helix Academy Part 1 and 2, Helix) (ex aequo)
- Best All-Sex Movie : Fuck Me I’m Famous (BelAmi)
- Best Bi Sex Scene : Draven Navarro, Joel Someone & Vanessa Vega - My Wife Found Out I’m Bi! (Devil’s Films)
- Best Director – Feature : Alex Roman - Return to Helix Academy Part 1 and 2 (Helix)
- Best Director – Non-Feature : Steve Cruz & Leo Forte - Born to Porn (Falcon)
- Performer of the Year : Max Konnor
- Fan Awards – Favorite Cam Guy : Johnny Rapid

## 2023[7]
- Performer of the Year : Roman Todd
- Best All-Sex Movie : BelAmi X Sean Cody, BelAmi/Sean Cody
- Best Bi Sex Scene : “CineCum,” WhyNotBi.com; Dante Colle, Malik Delgaty & Haley Reed
- Best Director - Feature' : Jake Jaxson & RJ Sebastian, Love Happens, CockyBoys
- Best Director - Non-Feature : Boomer Banks, Steve Cruz, Leo Forte, Devin Franco & Max Konnor, Men’s Briefs, Falcon
- Best Feature : Ride or Die: Raw Deal/Hard Time, Raging Stallion
- Best Leading Actor : Cole Connor, Ride or Die: Raw Deal/Hard Time, Raging Stallion
- Favorite Top : Malik Delgaty
- Favorite Bear : Adam Russo
- Favorite Bottom : Beau Butler
- Favorite Twink : Joey Mills
- Hall of Fame : Sister Roma